# Bengt Eklund
Bengt Gunnar Eklund (født 18. januar 1925 i Stockholm, død 19. januar 1998 samme sted) var en svensk skuespiller.
Eklund arbejdede i mange år på teateret Dramaten, men spillede også en lang række roller i film og tv, blandt andet Ingmar Bergmans film Tørst (1949), Sommeren med Monika (1953) og Skammen (1968). Han også kendt for sin rolle som Nisse Granqvist i Vi på Krageøen (1964) og dens tre efterfølgere.
Bengt Eklund ligger begravet på Täby kyrkogård i Stockholms län.

## Udvalgt filmografi
- De stærke hænder (1946)
- Musik i mørket (1948)
- Tørst (1949)
- Havets mænd (1951)
- Lilly - 20 år (1952)
- Sommeren med Monika (1953, ukrediteret)
- Poppe som detektiv (1953, ukrediteret)
- Nattens børn (1956)
- Skyer over Hellesta (1956)
- Frøken April (1958)
- Laila (1958)
- Hughie (tv-film, 1958)
- Forbrydelse i Paradiset (1959)
- Jaget i København (1961)
- Voksdukken (1962)
- Halstørklædet (tv-serie, 1962)
- Vi på Krageøen (1964)
- Troldungen på Krageøen (1965)
- Myten (1966)
- Sørøverne på Krageøen (1966)
- Smuglerne på Krageøen (1967)
- Skammen (1968)
- Ungkarlshotellet (1975)
- Kodenavn: Coq Rouge (1989)
- Godaften, Hr. Wallenberg (1990, ukrediteret)